# شون كولينز (متركمج)
شون كولينز (بالإنجليزية: Sean Collins)‏ هو متركمج أمريكي، ولد في 8 أبريل 1952 في باسادينا في الولايات المتحدة، وتوفي في 26 ديسمبر 2011 في شاطئ نيوبورت في الولايات المتحدة بسبب مرض.

## وصلات خارجية
- شون كولينز على موقع EncyclopediaOfSurfing.com (الإنجليزية)